# 8. srpen
8. srpen je 220. den roku podle gregoriánského kalendáře (221. v přestupném roce). Do konce roku zbývá 145 dní.

## Události

### Česko
- 1877 – taneční mistr Josef Vydra vzlétl balónem ze zahrady nuselského pivovaru a stal se tak prvním českým pilotem.
- 1956 – Archeologický výzkum dr. Vlasty Fialové potvrdil umístění Ivančicko-kralické bratrské tiskárny: vypomáhající žák ZŠ, jedenáctiletý Zbyněk Jašek, našel ve výkopu první tiskovou literku.
- 1993 – Zásahové komando dopadlo Jiřího Kajínka v Praze, hledaného pro vraždu z 30. května 1993.
- 2002 – Český atlet Roman Šebrle se stal mistrem Evropy v desetiboji.
- 2008 – Železniční neštěstí ve Studénce: EC 108 Comenius se 400 cestujícími narazil do zřícené mostní konstrukce, nehoda si vyžádala 8 mrtvých a asi 95 raněných.
- 2017 – Barbora Špotáková přivezla z Londýna zlato z Mistrovství světa v lehké atletice – ve druhé sérii hodila dvojnásobná olympijská šampionka 66,76 metru.
- 2020 – Požár bytu v 11. patře bohumínského panelového domu si vyžádal 11 obětí. Šest lidí uhořelo a pět lidí zemřelo po vyskočení z okna hořícího bytu. V té době šlo o nejtragičtější požár v historii samostatné České republiky.

### Svět
- 0449 – koncil svolaný Theodosiem II.
- 1588 – Anglická flota porazila v bitvě u Gravelines španělskou Armadu, čímž skončila španělská námořní dominance.
- 1786 – Francouzští horolezci Jacques Balmat a Michel Paccard provedli první výstup na horu Mont Blanc.
- 1945
  - Sovětský svaz vyhlásil válku Japonsku, začala Sovětsko-japonská válka.
  - Uzavřena Londýnská dohoda o stíhání a potrestání hlavních válečných zločinců Osy.
- 1949 – Bhútán vyhlásil nezávislost.
- 1963 – Velká vlaková loupež – gang 15 lupičů v Anglii ukořistil celkem 2,6 milionu liber v malých bankovkách.
- 1967 – Indonésie, Malajsie, Filipíny, Singapur a Thajsko založily organizaci ASEAN na obranu před komunistickou expanzí.
- 1991 – V Polsku se zřítil vysílač Konstantynow, nejvyšší stavba na světě
- 2008
  - V Pekingu byly zahájeny XXIX. Letní olympijské hry.
  - Gruzínské jednotky vstoupily do Cchinvali a začala válka v Jižní Osetii.

## Narození
Viz též Kategorie:Narození 8. srpna — automatický abecedně řazený seznam.

### Česko

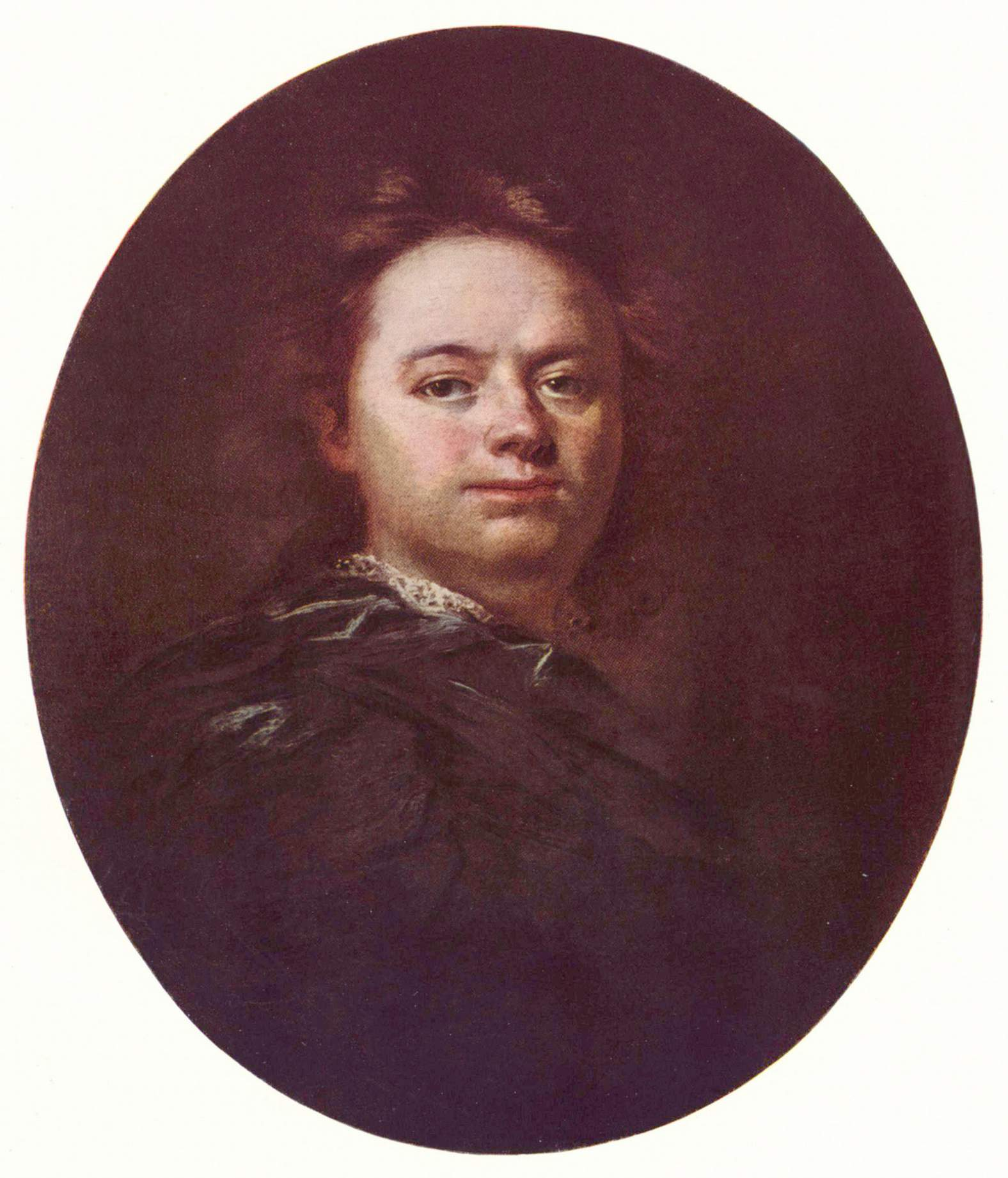
Václav Vavřinec Reiner (* 1689)

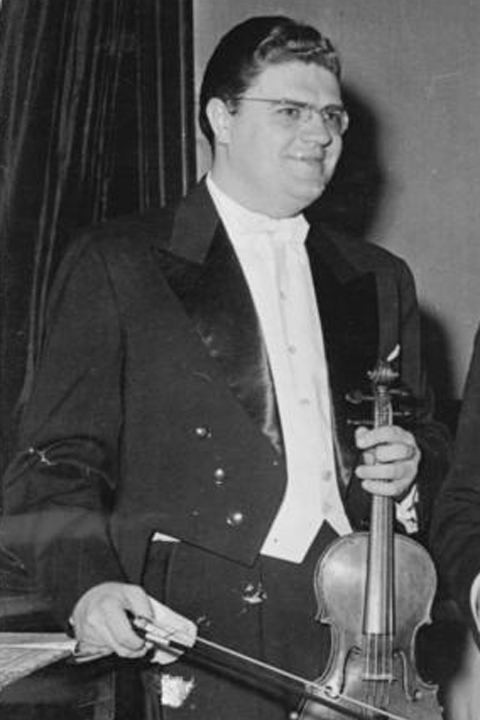
Josef Suk (* 1929)

- 1689 – Václav Vavřinec Reiner, barokní malíř († 9. října 1743)
- 1817 – Vincenc Furch, básník a dramatik († 5. ledna 1864)
- 1828 – Vavřinec Svátek, advokát a politik († 21. srpna 1910)
- 1830 – Josef Hessoun, kněz, „Apoštol amerických Čechů“ († 4. července 1906)
- 1849 – František Karel Opa, pedagog a publicista († 6. května 1914)
- 1858 – Václav Alois Jung, jazykovědec a lexikograf († 3. prosince 1927)
- 1869 – Václav Rebš, československý politik († 22. ledna 1928)
- 1871 – Karel Herfort, zakladatel české dětské psychiatrie († 29. března 1940)
- 1897 – Ludmila Jankovcová, politička, ministryně, chartistka († 5. září 1990)
- 1904
  - Václav Morávek, voják, člen odbojové skupiny Tři králové († 21. března 1942)
  - Josef Hotový, kapelník, skladatel taneční hudby a varhaník († 2. dubna 1975)
  - Vladimír Müller, publicista a spisovatel († 2. října 1977)
- 1909 – Štefan Rais, ministr spravedlnosti († 25. dubna 1975)
- 1910 – František Müller, katolický kněz, spisovatel († 1. října 1985)
- 1913 – Jaroslav Mackerle, architekt, historik, etnograf († 3. listopadu 1964)
- 1921 – Lumír Ševčík, akademický malíř, ilustrátor, grafik a typograf († 1. února 2016)
- 1922 – Marie Kubátová, spisovatelka a dramatička († 6. června 2013)
- 1923 – Eva Šenková, herečka, zpěvačka a tanečnice († 3. prosince 2004)
- 1925 – Evžen Sokolovský, divadelní a televizní režisér († 14. června 1998)
- 1926
  - Jiří Levý, literární teoretik a historik († 17. ledna 1967)
  - Jaromír Bažant, hobojista, klavírista a hudební skladatel († 2. května 2009)
- 1928 – Lubor Bárta, hudební skladatel († 5. listopadu 1972)
- 1929 – Josef Suk mladší, houslista († 7. července 2011)
- 1931 – Ivo Vodseďálek, básník, výtvarník a podnikatel v cestovním ruchu († 19. září 2017[1])
- 1934 – Václav Pavlíček, právník, odborník na ústavní právo
- 1935 – Mirko Škampa, violoncellista a pedagog († 5. října 2023)
- 1939 – Jana Andrsová, herečka a baletka († 16. února 2023)
- 1943 – Petr Hošťálek, cestovatel a spisovatel
- 1945 – Štěpán Rak, kytarista
- 1946 – Václav Benda, politik a protikomunistický disident († 2. června 1999)
- 1947 – Jan Sochor, hudebník († 6. února 2013)
- 1949 – Karel Káša Jahn, bubeník, zpěvák a skladatel († 27. února 2009)
- 1955 – Mojmír Maděrič, herec, hudebník
- 1956 – Zdeněk Lhotský, výtvarník
- 1960
  - Barbora Dlouhá, herečka, animátorka a režisérka
  - Petr Urban, sportovec (sáňkař), reprezentant, kreslíř a ilustrátor
- 1974
  - Henrich Boráros, produkční návrhář
  - David Juříček, házenkář
- 1978 – Vladimir 518, rapper

### Svět

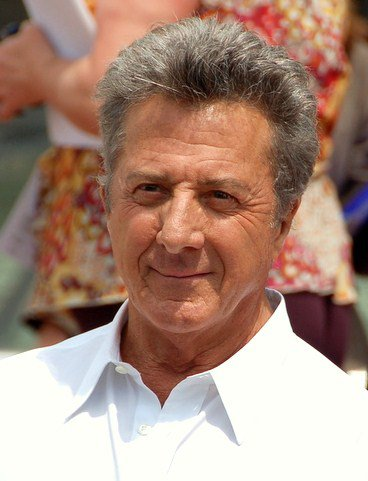
Dustin Hoffman (* 1937)

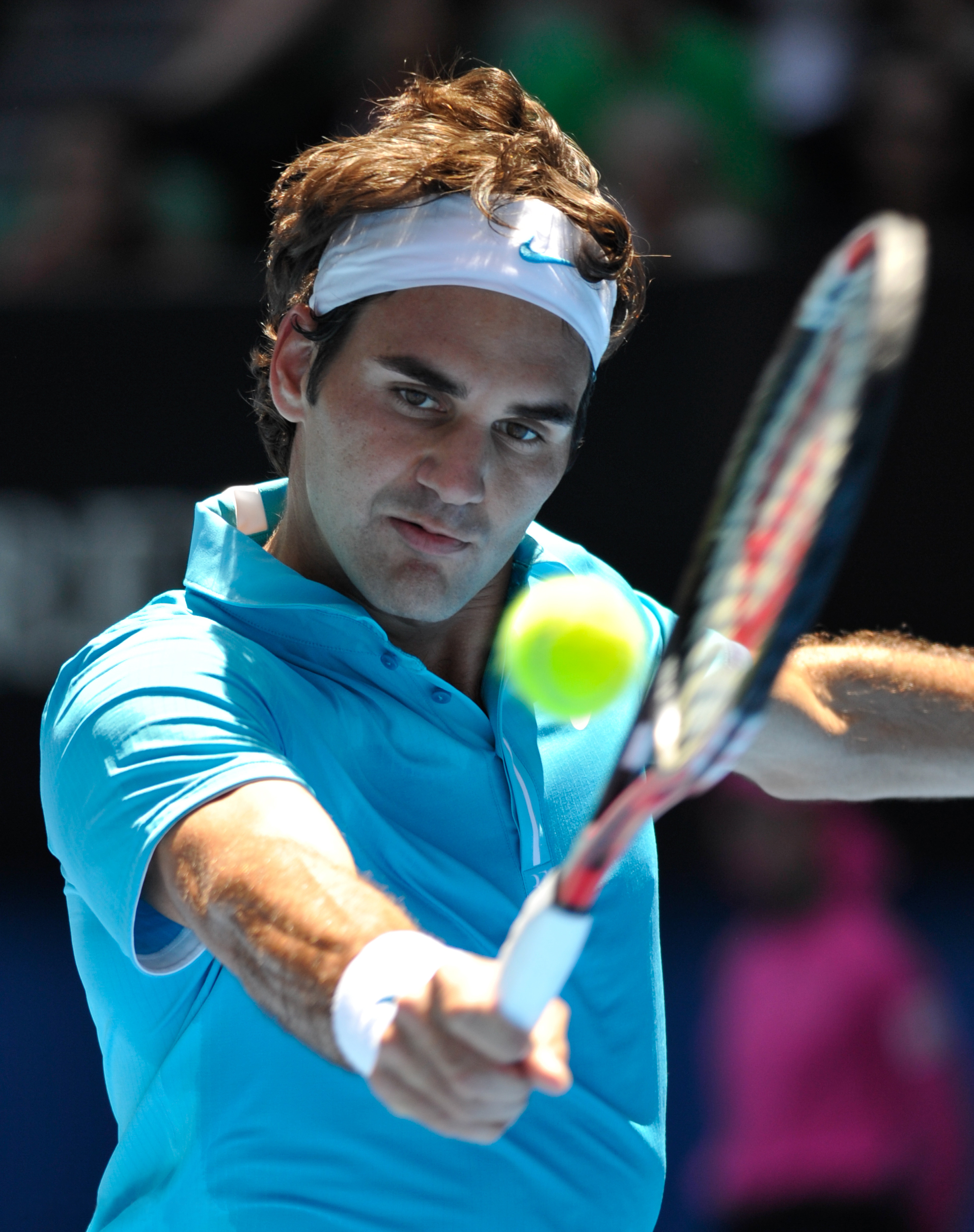
Roger Federer (* 1981)

- 1578 – Matteo Rosselli, italský barokní malíř († 18. ledna 1650)
- 1632 – Johann Karl Loth, německý malíř († 6. října 1698)
- 1694 – Francis Hutcheson, irský filosof († 1746)
- 1705 – David Hartley, anglický filozof a přírodovědec († 28. srpna 1757)
- 1732 – Johann Christoph Adelung, německý jazykovědec, gramatik a lexikograf († 1806)
- 1748 – Johann Friedrich Gmelin, německý přírodovědec, botanik a entomolog († 1804)
- 1770 – Jean de Carro, švýcarský lékař († 12. března 1857)
- 1782 – Ivan Paskevič, generál, polní maršál ruské armády († 1. února 1856)
- 1788 – William Henry Sleeman, britský voják a koloniální úředník († 10. února 1856)
- 1813 – Františka Kinská z Vchynic a Tetova, lichtenštejnská kněžna († 5. února 1881)
- 1819 – Vilém Albrecht Montenuovo, italský princ a generálporučík rakouského císařství († 7. dubna 1895)
- 1824
  - Marie Alexandrovna, ruská carevna, manželka cara Alexandra II. († 1880)
  - Arnošt Habsbursko-Lotrinský, rakouský arcivévoda, vnuk Leopolda II. († 4. dubna 1899)
- 1831 – Nikolaj Nikolajevič Ruský, třetí syn ruského cara Mikuláše I. († 25. dubna 1891)
- 1832 – Jiří I. Saský, saský král († 15. října 1904)
- 1849 – Věra Zasuličová, ruská marxistická spisovatelka a revolucionářka († 8. května 1919)
- 1850 – Witold Korytowski, předlitavský politik († 10. července 1923)
- 1851 – Maxim Maximovič Kovalevskij, ruský právník a historik († 5. dubna 1916)
- 1852 – Josef Nebehosteny, rakouský architekt, stavitel a podnikatel († 12. ledna 1921)
- 1857 – Henry Fairfield Osborn, americký geolog a paleontolog († 6. listopadu 1935)
- 1861 – William Bateson, britský genetik († 8. února 1926)
- 1879 – Emiliano Zapata, mexický revolucionář († 1919)
- 1881 – Ewald von Kleist, polní maršál nacistického Německa († 13. listopadu 1954)
- 1891 – Šmu'el Dajan, izraelský politik († 11. srpna 1968)
- 1897 – Enid Blytonová, britská spisovatelka († 28. listopadu 1968)
- 1901
  - Ernest Orlando Lawrence, americký fyzik, nositel Nobelovy ceny († 1958)
  - Nina Berberová, ruská spisovatelka († 26. září 1993)
- 1902
  - Paul Dirac, britský teoretický fyzik († 20. října 1984)
  - Sașa Pană, rumunský spisovatel († 25. srpna 1981)
- 1907 – Benny Carter, americký hudebník († 12. července 2003)
- 1910 – Lucky Millinder, americký dirigent swingového orchestru († 28. září 1966)
- 1912 – Jacques Bergier, francouzský chemik a spisovatel († 23. října 1978)
- 1919 – Dino De Laurentiis, italský filmový producent († 10. listopadu 2010)
- 1920
  - Jerónimo Podestá, argentinský katolický kněz a biskup († 23. června 2000)
  - Helen Thomasová, americká novinářka († 20. července 2013)
- 1921 – Esther Williams, americká herečka († 6. června 2013)
- 1922 – Károly Reich, maďarský malíř, grafik a ilustrátor († 7. září 1988)
- 1924 – Gene Deitch, americký režisér animovaných filmů žijící v Praze († 17. dubna 2020)
- 1925 – Alija Izetbegović, první prezident Bosny a Hercegoviny († 2003)
- 1926 – Urbie Green, americký jazzový pozounista († 31. prosince 2018)
- 1929 – Larisa Bogorazová, ruská lingvistka, disidentka († 6. dubna 2004)
- 1931 – Roger Penrose, anglický teoretický fyzik
- 1932 – Alfons Nossol, biskup opolský a titulární arcibiskup
- 1934 – Cláudio Hummes, brazilský kardinál († 4. července 2022)
- 1937
  - Adam Roarke, americký herec († 27. dubna 1996)
  - Dustin Hoffman, americký filmový herec a producent
- 1939
  - David Ray Griffin, americký filosof a teolog
  - Viorica Viscopoleanuová, rumunská skokanka do dálky, světová rekordmanka a olympijská vítězka
- 1941 – Anri Džergenija, premiér Abcházie († 5. ledna 2020)
- 1946 – Dragutin Šurbek, chorvatský stolní tenista, mistr světa
- 1948 – Světlana Savická, sovětská (ruská) kosmonautka
- 1951
  - Mamoru Ošii, japonský scenárista a režisér
  - Martin Brest, americký herec, scenárista, producent a režisér
- 1952 – Jostein Gaarder, norský spisovatel
- 1953
  - Nigel Mansell, britský jezdec F1
  - Lady Bianca, americká zpěvačka
- 1954
  - Thomas DiLorenzo, americký ekonom a historik
  - Dragiša Pešić, poslední premiér Jugoslávie
- 1955
  - Herbert Prohaska, rakouský fotbalista
  - Branscombe Richmond, americký kaskadér a herec
  - Iain Pears, anglický spisovatel, historik a novinář
- 1958 – Mauro Maur, italský muzikant a skladatel
- 1959 – Rubén Paz, uruguayský fotbalista
- 1961
  - Andrzej Kremer, polský právník a diplomat († 10. dubna 2010)
  - The Edge, irský kytarista (U2)
- 1963 – Jon Turteltaub, americký filmový režisér
- 1977 – Szilárd Németh, bývalý slovenský fotbalista
- 1981 – Roger Federer, švýcarský tenista
- 1982 – David Florence, britský vodní slalomář
- 1986 – Kateryna Voloďková, ukrajinská tenistka
- 1988 – Beatrice z Yorku, starší dcera prince Andrewa
- 1993 – Marcello Bombardi, italský sportovní lezec
- 1998 – Shawn Mendes, kanadský zpěvák

## Úmrtí
Viz též Kategorie:Úmrtí 8. srpna — automatický abecedně řazený seznam.

### Česko

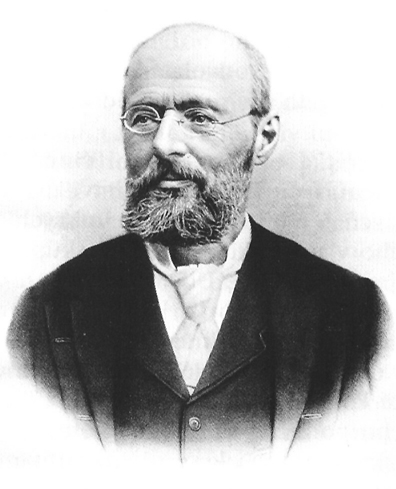
Emil Škoda († 1900; technik a podnikatel)

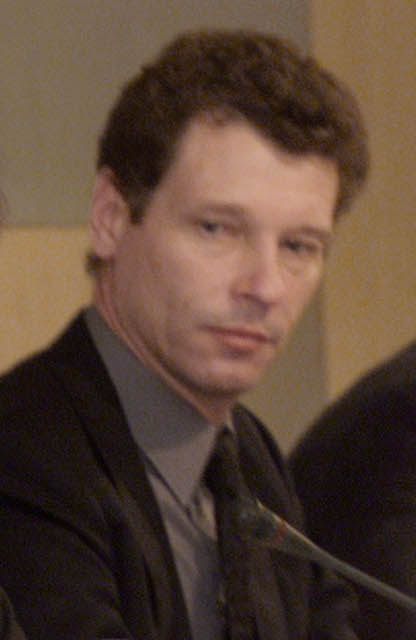
Zdeněk Hrubý († 2013; ekonom a horolezec)

- 1710 – Heřman Jakub Černín, nejvyšší purkrabí Království českého (* 25. července 1659)
- 1811 – František Xaver Lederer, pražský kamenosochař období neoklasicismu (* 15. června 1758)
- 1866 – Josef Šembera, kreslíř a grafik (* 23. dubna 1794)
- 1875 – Jan Ludwig, hobojista a hudební skladatel (* 17. května 1832)
- 1884
  - Miroslav Tyrš, historik umění, estetik, profesor dějin na UK, zakladatel Sokola (* 17. září 1832)
  - Josef Mottl, kladenský farář, zastupitel a historik (* 1. dubna 1827)
- 1900 – Emil Škoda, technik a velkopodnikatel (* 1839)
- 1903 – Karel Maydl, lékař, zakladatel české chirurgie (* 10. března 1853)
- 1905 – Jan Mulač, portrétní fotograf (* 14. května 1845)
- 1908 – Joseph Maria Olbrich, česko-rakouský architekt, designér a malíř (* 22. prosince 1867)
- 1916 – Antonín Mölzer starší, stavitel varhan (* 30. dubna 1839)
- 1929 – František Buříval, politik (* 1. října 1868)
- 1935 – Vojtěch Rakous, český židovský spisovatel (* 8. prosince 1862)
- 1937 – Antonín Breitenbacher, kněz, historik a archivář (* 12. února 1874)
- 1939 – Josef Egem, pěvec, hudební skladatel a pedagog (* 18. listopadu 1874)
- 1946 – Alois Vošahlík, politik, ministr československé vlády (* 19. srpna 1899)
- 1952 – Tomáš Koupal, katolický kněz, historik (* 20. prosince 1881)
- 1955 – Zdeněk Matěj Kuděj, novinář, cestovatel, překladatel a spisovatel (* 24. listopadu 1881)
- 1965
  - Olga Fastrová, novinářka, učitelka, překladatelka a spisovatelka (* 10. ledna 1876)
  - Václav Trnka, lékař a pedagog, primář příbramské nemocnice (* 17. srpna 1897)
- 1967 – Jaromír Weinberger, hudební skladatel a dirigent (* 8. ledna 1896)
- 1969 – Franz Wagner, sídelní kanovník litoměřické kapituly (* 21. listopadu 1888)
- 1979 – Archibald Václav Novák, cestovatel a spisovatel (* 28. dubna 1895)
- 1984
  - Vladimír Pachman, šachový skladatel a publicista (* 16. dubna 1918)
  - Svatopluk Sova, fotograf (* 18. ledna 1913)
- 1989 – Jiří Šotola, literát (* 28. května 1924)
- 2006 – Josef Langmiler, divadelní a filmový herec (* 12. dubna 1923)
- 2008 – Augustin Emil Dorničák, katolický kněz, převor, augustinián (7. září 1929)
- 2011 – Jiřina Švorcová, herečka a komunistická politička (* 25. května 1928)
- 2013
  - Zdeněk Hrubý, horolezec a manažer (* 9. srpna 1956)
  - Jiří Krejčík, režisér (* 26. června 1918)
- 2025 – Martin Učík, herec (* 5. prosince 1955)

### Svět

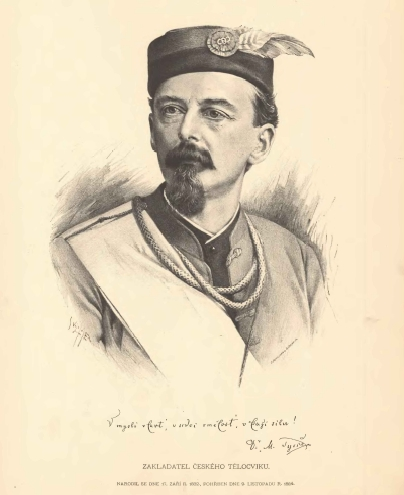
Miroslav Tyrš († 1884)

- 0117 – Traianus, římský císař (* 18. září 53)
- 0869 – Lothar II., lotharingijský král (* asi 835)
- 1091 – Altman z Pasova, německý šlechtic a světec (* 1015)
- 1270 – Markéta Štaufská, markraběnka míšeňská a lantkraběnka durynská (* 1237)
- 1303 – Jindřich Kastilský, kastilský infant a římský senátor (* po 10. březnu 1230)
- 1533 – Lucas van Leyden, nizozemský malíř a rytec (* 1494)
- 1551 – Tomás de Berlanga, španělský biskup a cestovatel (* 1487)
- 1662 – Angelo Giori, italský kardinál (* 11. května 1586)
- 1694 – Antoine Arnauld, francouzský teolog, filozof a matematik (* 6. února 1612)
- 1726 – Augusta Bádenská, bádenská princezna a orleánská vévodkyně (* 10. listopadu 1704)
- 1746 – Francis Hutcheson, irský filosof (* 8. srpna 1694)
- 1796 – Franz Anton Maulbertsch, rakouský malíř (* 1724)
- 1824 – Friedrich August Wolf, německý klasický filolog (* 15. února 1759)
- 1827 – George Canning, britský státník (* 11. dubna 1770)
- 1828 – Carl Peter Thunberg, švédský přírodovědec (* 11. listopadu 1743)
- 1845 – Marie Josefa Esterházyová, lichtenštejnská knížecí princezna a kněžna z Esterházy (* 13. dubna 1768)
- 1847 – Samuel Linde, polský pedagog, jazykovědec a lexikograf (* 20. dubna 1771)
- 1867 – Marie Terezie Izabela Rakouská, arcivévodkyně rakouská (* 31. července 1816)
- 1869 – Roger Fenton, britský válečný fotograf (* 20. března 1819)
- 1897 – Jacob Burckhardt, švýcarský historik umění (* 1818)
- 1898 – Eugène Boudin, francouzský malíř (* 12. července 1824)
- 1902 – James Tissot, francouzský malíř (* 15. října 1836)
- 1909 – Svatá Mary MacKillopová, australská řeholnice, která pečovala o vzdělání chudých (* 15. ledna 1842)
- 1910 – Janko Polić Kamov, chorvatský básník, dramatik a romanopisec (* 17. listopadu 1886)
- 1915 – Egon Lerch, rakousko-uherský ponorkový velitel (* 19. června 1886)
- 1918
  - Michel Zévaco, francouzský spisovatel (* 1. února 1860)
  - Eusebi Güell, katalánský průmyslník a politik (* ? 1846)
- 1919 – Ernst Haeckel, německý biolog (* 1834)
- 1921 – Juhani Aho, novinář a první finský profesionální spisovatel (* 1861)
- 1928
  - Stjepan Radić, chorvatský politik (* 11. června 1871)
  - Fridrich II. Bádenský, poslední bádenský velkovévoda (* 9. července 1857)
- 1930 – Launceston Elliot, skotský vzpěrač, olympijský vítěz (* 9. června 1874)
- 1936 – Ceferino Gimenéz Malla, španělský mučedník, patron Romů (* 26. srpna 1861)
- 1937 – Martin Rázus, slovenský básník, prozaik, dramatik, publicista, politik a evangelický farář (* 1888)
- 1942 – Rudolf Abel, německý bakteriolog (* 21. prosince 1868)
- 1944
  - Erwin von Witzleben, účastník příprav neúspěšného atentátu na Hitlera z 20. července 1944 (* 4. prosince 1881)
  - Erich Höpner, generál německého Wehrmachtu (* 14. září 1886)
- 1947
  - Francis Balodis, lotyšský archeolog a egyptolog (* 7. srpna 1882)
  - Anton Ivanovič Děnikin, generál ruské armády (* 16. prosince 1872)
- 1950 – Nikolaj Jakovlevič Mjaskovskij, ruský hudební skladatel a kritik (* 20. dubna 1881)
- 1951 – Charles Hitchcock Adams, americký amatérský astronom (* 25. května 1868)
- 1972 – Andrea Feldman, americká herečka (* 1. dubna 1948)
- 1973 – Charles Daniels, americký plavec, čtyřnásobný olympijský vítěz 1904 – 1908 (* 1885)
- 1974
  - Elisabeth Abeggová, učitelka a členka německého protinacistického odboje (* 3. března 1882)
  - Baldur von Schirach, vůdce nacistické mládeže (* 1907)
- 1975 – Cannonball Adderley, americký jazzový saxofonista (* 1928)
- 1978 – Josef Hlinomaz, herec a naivní malíř (* 9. října 1914)
- 1984 – Walter Tevis, americký povídkář a romanopisec (* 28. února 1928)
- 1991
  - Ivan Nikitovič Kožedub, sovětský válečný pilot (* 8. června 1920)
  - James Irwin, americký astronaut (* 17. března 1930)
- 1994 – Leonid Maximovič Leonov, ruský spisovatel a dramatik (* 1899)
- 1996
  - Herbert Huncke, americký spisovatel a básník (* 9. ledna 1915)
  - Nevill Mott, anglický fyzik, Nobelova cena za fyziku 1977 (* 30. září 1905)
- 1997 – Kazimierz Jasiński, polský historik (* 12. prosince 1920)
- 2003
  - Antonis Samarakis, řecký spisovatel (* 16. srpna 1919)
  - Martha Cowles Chase, americká genetička (* 30. listopadu 1927)
- 2009 – Daniel Jarque, španělský fotbalista (* 1983)
- 2010
  - Patricia Nealová, americká herečka (* 20. ledna 1926)
  - Jake Hanna, americký jazzový bubeník (* 4. dubna 1931)
- 2012 – Hans R. Camenzind, vynálezce v oboru elektroniky a vývojář integrovaných obvodů (* 1934)
- 2013
  - Karen Blacková, americká herečka (* 1. července 1939)
  - Jack Clement, americký hudebník (* 5. dubna 1931)
  - Regina Resnik, americká operní pěvkyně (* 30. srpna 1922)
- 2014 – Peter Sculthorpe, australský hudební skladatel (* 29. dubna 1929)
- 2019 – Jean-Pierre Mocky, francouzský filmový režisér a herec (* 6. června 1933)
- 2022 – Olivia Newton-Johnová, australská zpěvačka a herečka (* 26. září 1948)

## Svátky

### Česko
- Soběslav, Soběslava, Soběbor
- Nezamysl
- Virgin, Virginie

### Svět
- Zambie: Den mládeže
- Nepál: Svátek žen Tij
- Augsburský svátek míru
- Mezinárodní den ženského orgasmu
- Mezinárodní den koček

| 8. srpen v pražském KlementinuÚdaje jsou platné k 8. 7. 2025. | 8. srpen v pražském KlementinuÚdaje jsou platné k 8. 7. 2025. | 8. srpen v pražském KlementinuÚdaje jsou platné k 8. 7. 2025. |
| minimum                                                       | denní průměr                                                  | maximum                                                       |
| ------------------------------------------------------------- | ------------------------------------------------------------- | ------------------------------------------------------------- |
| 8,9 °C (1833)                                                 | 19,9 °C (od 1961)                                             | 36,8 °C (2015)                                                |